# حليمة عدن
حليمة عدن (من مواليد 19 أيلول/سبتمبر 1997) هي عارضة أزياء أمريكية-صوماليّة. اشتهرت بأنها أول امرأة مُحجّبة تُشارِك في مسابقة ملكة جمال مينيسوتا بالولايات المتحدة الأمريكية حيث بلغت الدور نصف النهائي. بعد مشاركتها في المسابقة؛ حظيت حليمة باهتمام دولي ما مكّنها من التوقيع على عقدٍ معَ شركة إيه إم جي (بالإنجليزية: IMG).

## النشأة والتعليم
وُلدت عدن في مخيم كاكوما للاجئين في كينيا. هي صومالية الأصل كانت قد انتقلت إلى الولايات المتحدة رُفقة أسرتها حينمَا بلغت السادسة من عمرها ثمّ استقرت في سانت كلاود بمينيسوتا. التحقت حليمة بمدرسة أبولو الثانوية وفازت فيما بعد بفضلِ تصويت زميلاتها وزملائها بصفتها ملكة جمال المدرسة. في الوقتِ الحالي؛ وإلى جانبِ عملها كعارضة أزياء تُكمل حليمة عدن دِراستها في جامعة سانت كلاود الحكومية.

## المسيرة المهنيّة

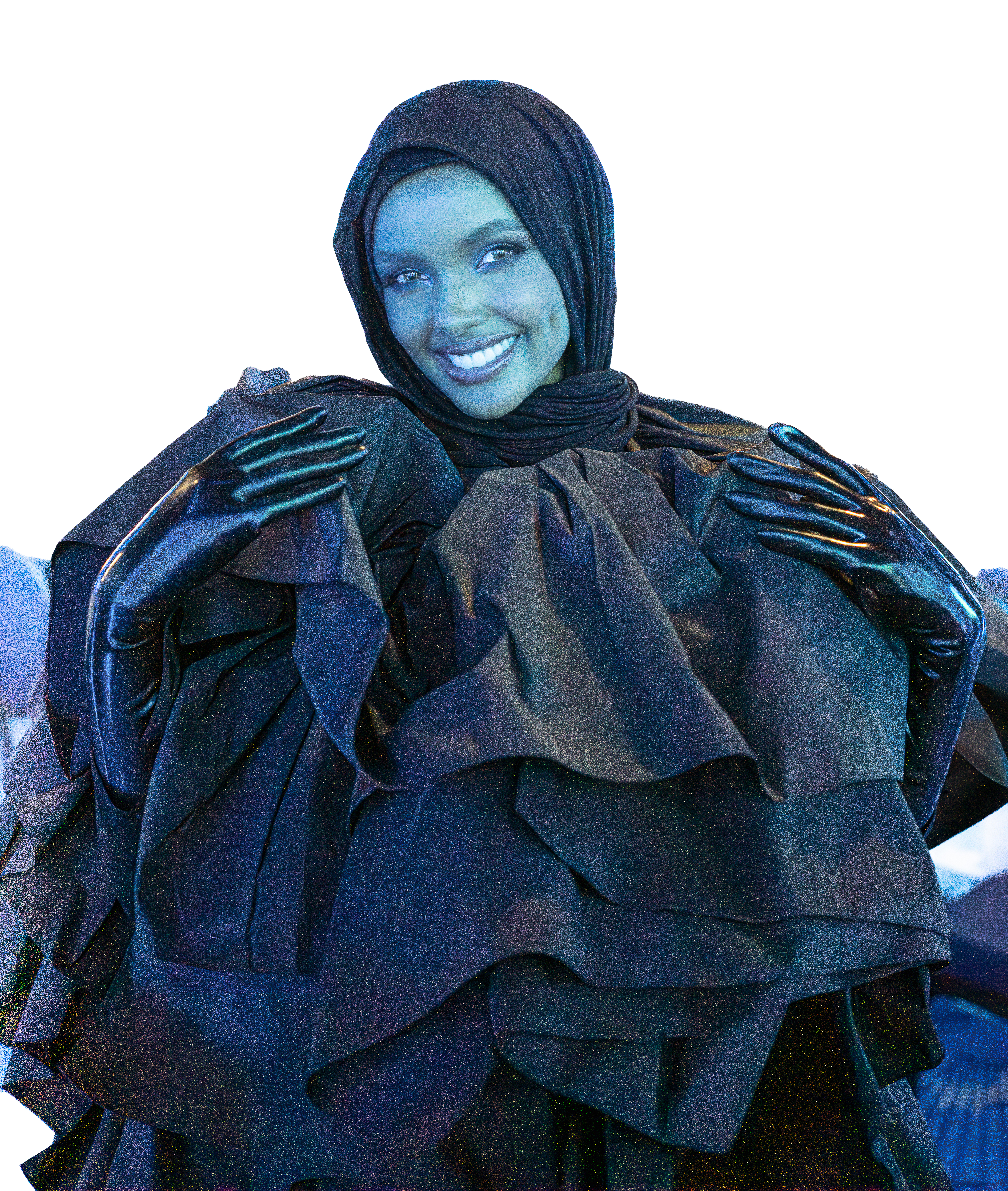
حليمة عدن في مهرجان كان - 2023

بحلول عام 2016؛ أثارت عدن اهتمام وسائل الإعلام المحليّة بعدَ مُشاركتها في مسابقة ملكة جمال مينيسوتا في الولايات المتحدة الأمريكية لتصبحَ بذلك أول متسابقة في تاريخِ المُسابقة ترتدي البوركيني والحجاب. لقد رأى بعض المحللين في هذ الخطوة بمثابة تحرك نحو التنويع في صناعة ملابس عارضات الأزياء.
في العام الموالي؛ وقّعت عدن عقدًا لمدة ثلاث سنوات مع قابل للتجديد معَ شركة إيه إم جي وفي شباط/فبراير 2017 ظهرت حليمة لأوّل مرة في أسبوع الموضة في نيويورك. عملت لاحقًا كحكمَة أوليّة أو مبتدئة في مسابقة ملكة جمال الولايات المتحدة الأمريكية لسنةِ 2017.
عملت حليمة منذ ذلك الحين معَ العديد من المصممين والمُصمّمات بما في ذلك ماكسمارا وألبرتا فيريتي كما شاركت في عام 2016 في أسبوع الموضة في ميلانو وكذا أسبوع الموضة في لندن. ظهرت فيما بعد على غِلاف عددٍ من المجلات وعلى رأسها أمريكان إيجل وغلامور كما تُعدّ أول عارِضة محجّبة تُشارك في أسابيع للموضة فضلًا عن توقيعها لعقودٍ معَ عددٍ منَ الشركات والوكالات. في حزيران/يونيو 2017؛ أصبحت حليمة أول عارضة أزياء تظهرُ مرتديةً الحجاب على غلاف مجلّة فوغ العربيّة.

## روابط خارجية
- حليمة عدن على موقع IMDb (الإنجليزية)
- حليمة عدن على موقع دليل عارضات الأزياء (الإنجليزية)